# Чокто (окръг, Мисисипи)
Окръг Чокто (на английски: Choctaw County) е окръг в щата Мисисипи, Съединени американски щати. Площта му е 1088 km², а населението - 9758 души (2000). Административен център е град Акерман.